# Olympische Sommerspiele 1952/Fußball/Österreich
Bei den XV. Olympischen Spielen 1952 in Helsinki nahm zum vierten Mal eine österreichische Olympiamannschaft am Fußballwettbewerb teil. Obwohl der Profifußball in Österreich seit der Wiedererstehung des Landes nach dem Zweiten Weltkrieg noch nicht wieder eingeführt war und die Amateurdefinition damals weitgehend den nationalen Verbänden selbst überlassen war, beschloss der ÖFB, nicht wie andere Länder mit der Nationalmannschaft, sondern mit einem Amateurteam, das sich großteils aus Spielern der inzwischen in Österreich salonfähig gewordenen Provinzmannschaften zusammensetzte, teilzunehmen.
Österreichs Amateurteam erreichte den respektablen 7. Platz unter den 25 Teilnehmern, schlug dabei den Gastgeber Finnland in einem spannenden Spiel mit 4:3. Obwohl Österreich noch mehrmals an der Qualifikation zu Fußballwettbewerben bei Olympischen Spielen antrat, war dies die letzte Endrundenteilnahme des Landes bei einem olympischen Fußballturnier.

## Vorbereitung
Die österreichische Fußballnationalmannschaft der Amateure wurde nach ihrer Auflösung 1937 eigens für die Olympischen Spiele in Helsinki wieder ins Leben gerufen. Das einzige Vorbereitungsspiel fand am 8. Juni 1952 gegen das Amateurteam der BR Deutschland in München statt und endete mit einem 2:0-Sieg der Deutschen. Für ein Kuriosum in der Vorbereitung sorgte der Innsbrucker Spieler Finkbeiner. Dieser absolvierte alle Trainingskurse und auch das Vorbereitungsspiel gegen die Amateure Deutschlands, bevor sich herausstellte, dass er selbst deutscher Staatsbürger war. Seit Rudolf Wagner in der Anfangszeit des Fußballs hatte bis dahin kein Deutscher den Dress einer österreichischen Nationalvertretung getragen. Finkbeiner, der damit als erster Deutscher für Österreich gegen sein eigenes Heimatland antrat, war für die österreichische Auswahl beim olympischen Turnier natürlich nicht spielberechtigt und wurde umgehend aus dem Kader entlassen.
So kam es, insbesondere im österreichischen Sturm zu einigen Umstellungen vor dem Antreten in Finnland. Die Betreuung des Amateurteams wurde dem ehemaligen Nationalspieler Viktor Hierländer übertragen.

## Österreichisches Aufgebot
| Name       | Name                | Damaliger Verein    | Geburtstag | Sp. | Tor | Rot |     |     |
| Tor        | Tor                 | Tor                 | Tor        | Tor | Tor | Tor | Tor | Tor |
| ---------- | ------------------- | ------------------- | ---------- | --- | --- | --- | --- | --- |
|            | Fritz Nikolai       | 1. SVg Guntramsdorf | 01.09.1925 | 2   |     |     |     |     |
|            | Rudolf Krammer      | Austria Salzburg    | 07.03.1929 |     |     |     |     |     |
| Abwehr     |                     |                     |            |     |     |     |     |     |
|            | Walter Kollmann     | SC Wacker Wien      | 17.06.1932 | 2   |     |     |     |     |
|            | Anton Krammer       | Union FC Salzburg   | 14.03.1921 | 2   |     |     |     |     |
|            | Ernst Kolar         | ASV Hohenau         | 20.07.1929 |     |     |     |     |     |
| Mittelfeld |                     |                     |            |     |     |     |     |     |
|            | Joschi Walter       | First Vienna FC     | 27.10.1925 | 2   |     |     |     |     |
|            | Anton Wolf          | SK Sturm Graz       | 21.04.1933 | 2   |     |     |     |     |
|            | Robert Fendler      | Villacher SV        | 26.2.1921  | 2   | 2   |     |     |     |
|            | Friedrich Csulen    | Heiligenstädter SV  | 10.07.1923 |     |     |     |     |     |
| Angriff    |                     |                     |            |     |     |     |     |     |
|            | Erich Stumpf        | SK Sturm Graz       | 22.05.1927 | 2   | 1   |     |     |     |
|            | Hermann Hochleitner | Salzburger AK 1914  | 17.10.1925 | 2   |     |     |     |     |
|            | Herbert Grohs       | Grazer SC           | 04.05.1931 | 2   | 2   |     |     |     |
|            | Franz Feldinger     | Austria Salzburg    | 22.08.1928 | 2   |     |     |     |     |
|            | Otto Gollnhuber     | Kapfenberger SV     | 09.02.1924 | 2   |     |     |     |     |
|            | Harald Rauch        | SK Sturm Graz       | 21.10.1928 |     |     |     |     |     |
|            | Hermann Sühs        | SV Gloggnitz        | 02.02.1926 |     |     |     |     |     |
| Trainer    |                     |                     |            |     |     |     |     |     |
|            | Viktor Hierländer   |                     |            |     |     |     |     |     |

Anmerkung: Der Spieler Harry Rauch stand zwar im Kader der österreichischen Olympiamannschaft, kam jedoch nie in seiner Laufbahn bei einem internationalen Fußballspiel für Österreich zum Einsatz.
Geburtsdatum Ernst Kolar laut Website des Kapfenberger SV in Sachen Ehrungen von verdienten Sportlern

## Spiele

### Vorrunde und Erste Runde
In der Vorrunde bekam Österreich ein Freilos und konnte so direkt in die Erste Runde, dem Sechzehntelfinale, aufsteigen. Die österreichische Amateurnationalmannschaft startete somit mit dem Schlagerspiel gegen den Gastgeber Finnland ins Turnier. Die Österreicher galten gegen Finnland, das mit seiner Nationalmannschaft antrat, als klarer Außenseiter. Dass selbst der ÖFB nicht an das Team glaubte, die man bestenfalls als „dritte Garnitur“ abtat, bewies die Tatsache, dass vom Verband bereits vor dem Anpfiff der Rückflug nach Wien gebucht wurde.
Die Heimmannschaft wurden von über 70.000 Fans schlagkräftig unterstützt und ging erwartungsgemäß mit einer 3:2-Führung in die Halbzeit. Die österreichische Olympiamannschaft bot in der zweiten Hälfte jedoch eine kämpferische Großleistung und vermochte das Spiel noch zu drehen und die Finnen im Finish mit 4:3 niederzuringen. Überragender Mann im rot-weiß-roten Team war Otto Gollnhuber, der zwei Treffer erzielte. Die weiteren Tore steuerten Stumpf und Grohs bei. Für die Finnen trafen Stolpe (2) und Rytkönen.
| Österreich – Finnland 4:3 (2:3) | Österreich – Finnland 4:3 (2:3)                                                                          |
| ------------------------------- | --- |
| Daten                           | 28. Amateur-Länderspiel am 19. Juli 1952 im Olympiastadion, Helsinki                                     |
| Österreich                      | Nikolai – Kollmann, Krammer – Walter, Wolf, Fendler – Stumpf, Hochleitner, Grohs, Feldinger, Gollnhuber  |
| Finnland                        | Laaksonen – Lindman, Myntti – Asikainen, Valkama, Beijar – Aihela, Rytkönen, Rikberg, Lehtovirta, Stolpe |
| Tore                            | Gollnhuber (2), Grohs, Stumpf; Stolpe (2), Rytkönen                                                      |

### Viertelfinale
Im Viertelfinale traf Österreich auf Schweden, die sich zuvor gegen Norwegen mit 4:1 durchgesetzt hatten. Die Schweden, die ebenfalls mit ihrer Nationalmannschaft antraten, galten wiederum als hoher Favorit vor dem Spiel. Das rot-weiß-rote Team trat in derselben Aufstellung wie gegen Finnland auf und ging bereits in der ersten Halbzeit durch ein Tor des Grazer Stürmers „Tscharry“ Grohs sensationell mit 1:0 in Führung. In der zweiten Hälfte wurden die Schweden allerdings stärker und griffen fast pausenlos an. Bis zur 80. Minute hielten die Österreicher den knappen Vorsprung, mussten sich aber nach drei Toren durch Sandberg, Brodd und Rydell in den letzten zehn Spielminuten doch noch mit einer 1:3-Niederlage abfinden.
Während das österreichische Team, das sich schon auf das Zusammentreffen mit dem ungarischen „Wunderteam“ rund um Ferenc Puskás und Sándor Kocsis im Semifinale freute, damit nur den siebten Platz belegte, sicherten sich die Skandinavier im weiteren Turnierverlauf die Bronzemedaille.
| Österreich – Schweden 1:3 (1:0) | Österreich – Schweden 1:3 (1:0)                                                                           |
| ------------------------------- | --- |
| Daten                           | 29. Amateur-Länderspiel am 23. Juli 1952 im Pallokenttä, Helsinki                                         |
| Österreich                      | Nikolai – Kollmann, Krammer – Walter, Wolf, Fendler – Stumpf, Hochleitner, Grohs, Feldinger, Gollnhuber   |
| Schweden                        | Svensson – Samuelsson, Nilsson – Hansson, Gustavsson, Lindh – Bengtsson, Lofgren, Rydell, Brodd, Sandberg |
| Tore                            | Grohs; Sandberg, Brodd, Rydell                                                                            |

## Nachwirkungen
Von der österreichischen Olympiamannschaft schafften Walter Kollmann, Herbert Grohs und Otto Gollnhuber später den Sprung in die Profinationalmannschaft. Kollmann nahm sogar an zwei Weltmeisterschaften für Österreich teil. „Joschi“ Walter machte sich später als Trainer sowie vor allem als Funktionär der Wiener Austria einen Namen. Einige Spieler kamen mit ihren Vereinen in die Nationalliga oder wurden von Vereinen aus dieser Liga verpflichtet, die anderen Fußballer verschwanden rasch wieder aus dem öffentlichen Interesse und sind heute in Österreich weitgehend unbekannt.